# Enscepastra lathraea
Enscepastra lathraea là một loài bướm đêm thuộc họ Coleophoridae. Nó được tìm thấy ở Nam Phi.
Sải cánh dài 8–9 mm. 